# Gustav von Kessel
Gustav Emil Bernhard Bodo von Kessel (6 tháng 4 năm 1846 tại Potsdam – 28 tháng 5 năm 1918 tại Berlin) là một Thượng tướng quân đội Phổ, Tổng chỉ huy quân đội ở tỉnh Mark Brandenburg đồng thời là Thống đốc Berlin. Ông đã từng tham chiến trong cuộc Chiến tranh Áo-Phổ năm 1866 và cuộc Chiến tranh Pháp-Đức vào các năm 1870 – 1871. Ông là sĩ quan phụ tá của Đức hoàng Wilhelm II, và cương vị Thống đốc Berlin, ông là người đã tiến hành các biện pháp quân sự nhằm trấn an thành phố trong tình hình bất ổn xã hội đầu tháng 1 năm 1918.

## Tiểu sử
Ông sinh ngày 6 tháng 4 năm 1846, là con trai của Thiếu tướng Emil von Kessel (mất ngày 8 tháng 11 năm 1870) và vợ của ông này là bà Julie Freiin von Canstein. Ông đã học tại các trường trung học ở Posen, Danzig và Oppeln. Ngoài ra, ông cũng tốt nghiệp Học viện Hiệp sĩ (Ritterakademie) Liegnitz. Sau đó, ông khởi đầu sự nghiệp quân sự của mình vào ngày 1 tháng 5 năm 1864 với vai trò là lính ném lựu đạn trong Trung đoàn Bộ binh Cận vệ số 1, đóng quân tại quê nhà Potsdam của ông. Một năm sau, ông được phong quân hàm Thiếu úy vào ngày 11 tháng 10 năm 1865.
Ông đã tham chiến trong cuộc Chiến tranh Áo-Phổ năm 1866, và bị thương ở bàn chân vào ngày 3 tháng 7 trong trận Königgrätz. Trong cuộc Chiến tranh Pháp-Đức từ năm 1870 cho đến năm 1871, ông giữ chức sĩ quan phụ tá của người chú ông, Đại tá Bernhard von Kessel. Trong trận đánh khốc liệt ở Gravelotte và St. Privat vào ngày 18 tháng 8, ông bị thương ở bắp tay. Ông đã hồi phục và trở lại trung đoàn của mình sau khi cuộc chiến tranh kết thúc.
Vào ngày 22 tháng 3 năm 1872, ông được thăng quân hàm Trung úy. Tiếp theo đó, ông tham dự Học viện Quân sự Phổ kể từ năm 1873 cho đến năm 1874. Sau khi học xong, ông gia nhập Bộ Tổng tham mưu vào năm 1874. Năm 1878, ông được bổ nhiệm vào một chức đại đội trưởng trong trung đoàn của mình ở Potsdam, rồi vào ngày 18 tháng 2 năm 1878 ông được lên quân hàm Đại úy. Sau đó, vào năm 1881, ông được lãnh chức đại đội trưởng của Đại đội Vệ sĩ (Leibkompanie, đại đội thứ nhất của trung đoàn). Hai năm sau, ông được lãnh chức sĩ quan trợ lý của Thái tử Friedrich Wilhelm, tức là Đức hoàng Friedrich III tương lai. Ngày 22 tháng 3 năm 1885, ông được thăng cấp Thiếu tá.
Vào ngày 9 tháng 3 năm 1888, ông được nhậm chức sĩ quan hầu cận của Friedrich III – Hoàng đế Đức và Vua Phổ. Sau khi Friedrich III băng hà, ông được lãnh chức sĩ quan hầu cận của tân Hoàng đế Wilhelm II. Vào ngày 13 tháng 8 năm 1889, ông được lên quân hàm Thượng tá. Năm sau (1890), ông được bổ nhiệm làm Đại đội trưởng của Đại đội Hoàng cung (Schloss-Kompanie). Ngày 18 tháng 10 năm 1891, ông lên cấp Đại tá. Sau đó, ngày 9 tháng 2 năm 1893, ông được phong chức Trung đoàn trưởng của Trung đoàn Bộ binh Cận vệ số 1. Vào ngày 21 tháng 3 năm 1896, ông được phong quân hàm Thiếu tướng, đồng thời là Tướng à la suite phụng sự Hoàng thượng.
Năm, ông được bổ nhiệm làm Tư lệnh của Lữ đoàn Bộ binh số 1 vào ngày 27 tháng 1 năm 1897, và được giao quyền chỉ huy quân đội ở Potsdam. Vào năm 1899, ông lên quân hàm Trung tướng. Đồng thời, ông được bổ nhiệm chức Tướng phụ tá của Hoàng đế và là Tướng tư lệnh của Sư đoàn Cận vệ số 2. Vào ngày 27 tháng 1 năm 1900, ông được ủy nhiệm chức Tướng tư lệnh của Sư đoàn Cận vệ số 1. Tiếp theo đó, vào ngày 27 tháng 1 năm 1902, ông được giao chỉ huy Quân đoàn Vệ binh.
Kể từ năm 1909 cho đến năm 1918, ông là Tổng chỉ huy quân đội tại vùng Mark Brandenburg đồng thời là Thống đốc Berlin. Trong những năm Chiến tranh thế giới thứ nhất (1914 – 1918), ông là người thực thi quyền hành pháp tại Berlin. Trước tình hình bất ổn xã hội tại Berlin từ năm 1916 do khan hiếm lương thực, ông chủ trương cứu trợ lương thực cho những người dân đói khát bằng các nhà bếp súp. Khi có cuộc tổng đình công diễn ra tại Berlin vào tháng 1 năm 1918, ông đã bắt đầu dùng đến các biện pháp quân sự và cuộc tổng đình công đã bị dập tắt một cách tàn nhẫn và hiệu quả.
Sau khi ông từ trần vào ngày 28 tháng 5 năm 1918, Thượng tướng Alexander von Linsingen thay ông đảm nhiệm chức Thống đốc Berlin. Cuộc Chiến tranh thế giới thứ nhất đã chấm dứt không lâu sau khi ông mất.

## Gia đình
Vào ngày 22 tháng 9 năm 1877, tại thành phố Potsdam, Kessel đã kết hôn lần thứ nhất với Friederike (Frieda) Freiin von Esebeck (14 tháng 8 năm 1854 tại Berlin – 12 tháng 2 năm 1913 cũng tại Berlin), con gái của Thiếu tá Phổ Karl Freiherr von Esebeck và bà Klara von Rothkirch und Panthen. Năm 1911, đôi vợ chồng cư ngụ tại đại lộ Kurfürstendamm 252 ở Berlin. Cuộc hôn nhân này đã mang lại cho họ một người con là nữ họa sĩ có tên tuổi Elisabeth von Kessel (1893 – 1980), sau này kết hôn với Martin Möller ở Swakopmund (Namibia). Bốn năm sau khi người vợ đầu tiên của ông qua đời, Kessel tái giá vào ngày 30 tháng 4 năm 1917 (chỉ hơn một năm sau trước khi ông tạ thế), tại Berlin, với bà Katharina von Borstell (16 tháng 3 năm 1878 tại điền trang Groß-Schwarzlosen, hạt Stendal – 2 tháng 7 năm 1951 tại Stendal), con gái của ông Walter von Borstell, người hưởng quyền thừa kế (Fideikommissherr) của Groß-Schwarzlosen và nhiều điền trang khác, với bà Martha von Böhlendorff-Kölpin.

## Phong thưởng
- Hiệp sĩ Huân chương Đại bàng Đen

## Tác phảm
- Die Ausbildung des Preussischen Infanterie-Bataillons im praktischen Dienst, Berlin 1863 (Buch online lesen)